# La Rambla (Còrdova)
La Rambla és un municipi de la província de Còrdova, Andalusia, Espanya.

## Demografia
| 1996  | 1998  | 1999  | 2000  | 2001  | 2002  | 2003  | 2004  | 2005  | 2006  |
| ----- | ----- | ----- | ----- | ----- | ----- | ----- | ----- | ----- | ----- |
| 7.199 | 7.229 | 7.266 | 7.299 | 7.330 | 7.362 | 7.389 | 7.376 | 7.415 | 7.410 |

## Història
Sobre el lloc que ocupa La Rambla es va assentar un poblat prehistòric en el lloc anomenat "La Minilla", on fa alguns anys es van trobar uns gots campaniformes amb més de 4.000 anys. Posteriorment s'assentaria una ciutat romana que amurallaría la població i sobre aquesta els musulmans fundarien AL-RAMLA (que significa arenal). En 1480 la tinença del seu castell va ser atorgada a Gonzalo Fernández de Còrdova, "El Gran Capità". Però el 6 de febrer de 1521 La Rambla va viure l'esdeveniment històric més important durant el regnat de Carles I, al reunir-se en ella les ciutats anticomuneres d'Andalusia per a ratificar al Rei. La Rambla era vila de reialme pertanyent a la jurisdicció de Còrdova. En 1647 Felip IV li permet nomenar alcalde major, però cinc anys més tard el lliurament al Comte Duc d'Olivares, l'hereu del qual, el marquès d'El Carpio, la va vendre el 1677 als marquesos d'Almodóvar, més tard senyors de La Rambla.

## Personatges il·lustres
- Alejandro Lerroux